# Руандийско-французские отношения
Руандийско-французские отношения —  двусторонние дипломатические отношения между Руандой и Францией.

## История

### Начало отношений
Франция и Руанда установили дипломатические отношения в 1962 году, когда последняя обрела независимость от Бельгии. Военное сотрудничество между Францией и Руандой начинается в 1975 году. Франция оказала военную, финансовую и дипломатическую поддержку правительству хуту президента Жювеналя Хабьяриманы против Руандийского патриотического фронта, в котором доминируют тутси. Во время гражданской войны в Руанде, начавшейся в 1990 году, Францию подозревают в продолжении поддержки хуту. Масштабы этой поддержки и её влияние на геноцид являются предметом острых споров, особенно между правительствами Франции и Руанды, и продолжают влиять на дипломатические отношения между двумя странами. 

### Разрыв дипломатических отношений с 2006 по 2009 год
24 ноября 2006 г. дипломатические отношения с Францией были разорваны по инициативе Руанды в результате судебного преследования, возбужденного Международным уголовным трибуналом по Руанде французским судьёй Жан-Луи Брюгьером в отношении президента Поля Кагаме, выдачи девяти судебных исков и ордера на арест родственников президента Руанды. Французский судья подозревает последнего в причастности к теракту 6 апреля 1994 года, в результате которого погибли президенты Руанды Жювеналь Хабьяримана и Бурунди Сиприен Нтарьямира и начался геноцид тутси в Руанде. После этого посольство, а также большинство французских учреждений, присутствующих в Руанде, были закрыты. 

### Восстановление и нормализация двусторонних отношений с 2009 года
29 ноября 2009 года обе страны решили восстановить дипломатические отношения. Министр иностранных дел Франции Бернар Кушнер, а затем президент Николя Саркози совершают поездки в Кигали, чтобы символизировать нормализацию отношений, спустя двадцать пять лет после последнего визита главы Франции Франсуа Миттерана. Во время этой поездки в феврале 2010 года Николя Саркози признал «серьёзные ошибки в оценках» и «слепоту» французских властей во время геноцида. 
Юрист Жак Кабале был назначен послом Руанды во Франции в июне 2010. 
Однако с 2015 года у Франции больше не было аккредитованного посла в Кигали после отказа Руанды аккредитовать французского кандидата на этот пост. Ее представляет Жереми Блин, временный поверенный в делах с 2019 по 2021. 
Отношения значительно улучшились во время президентства Эммануэля Макрона. 12 июня 2021 года Антуан Анфре был назначен новым послом Франции в Руанде и аккредитован правительством Руанды.

## Постоянные дипломатические миссии
- У Франции есть посольство в Кигали

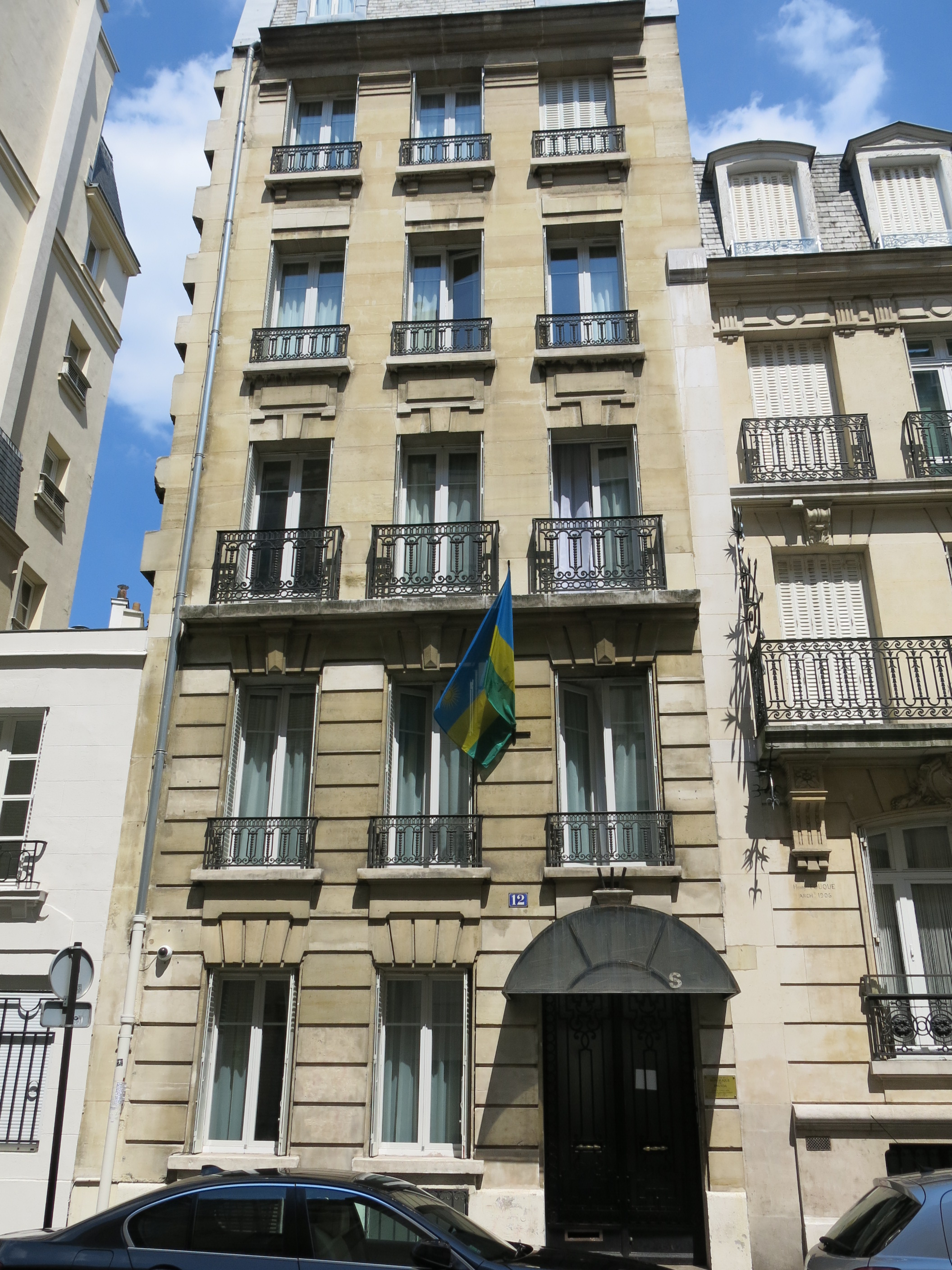
Посольство Руанды в Париже

- У Руанды есть посольство в Париже